# Tivola
Die Tivola Publishing GmbH ist ein deutscher Publisher für Anwendungen und Computerspiele für Kinder. Das Unternehmen mit Sitz in Hamburg wurde 1995 gegründet. Zusammen mit internationalen Partnern vertreibt Tivola seine Titel weltweit. Zum Portfolio gehören sowohl Eigenentwicklungen wie die Lernspiel-Reihe Lernerfolg Grundschule als auch die Lizenzmarken Tintenherz oder Prinzessin Lillifee.

## Geschichte
Tivola ist ein Multimedia-Verlag mit Angeboten im Bereich Edutainment-, Wissens- und Detektiv-Spiele für Kinder, Jugendliche und die ganze Familie. Der Firmenname setzt sich aus den Nachnamen der Firmengründer Thierig, Voelker und Landbeck zusammen, die das Unternehmen 1995 gründeten, um „hochwertige, gewaltfreie“ Kindersoftware zu entwickeln.
Mehrheitsgesellschafter ist heute das schwedische Unternehmen Jumpgate, das 2020 und 2021 die Anteile der Deutschen Druck- und Verlagsgesellschaft (ddvg), der Medienbeteiligungsgesellschaft der SPD, übernahm. Das Unternehmen erwirtschaftete über mehrere Jahre Verluste (Stand: Anfang 2019).

## Veröffentlichte Titel (Auswahl)
- Max und die Geheimformel (1995) für PC/MAC
- Max und das Schlossgespenst (1996) für PC/MAC
- TKKG: Katjas Geheimnis (1997) für PC/MAC
- Zilly, die Zauberin (1997) für PC/MAC
- Fliegen, Flattern, Flugmaschinen (1997) für PC/MAC
- Meister Zufall und die Herrscher der Elemente (1997) für PC/MAC
- Der kleine Prinz (1998) für PC/MAC (deutsche Adaption des Originalwerks von Éditions Gallimard, gesprochen von Ben Becker)
- Webmaster – Fantastische Abenteuer in der Welt des Internets (1999) für PC/MAC
- Alberts abenteuerliche Reise (2000) für PC/MAC
- Max aus Gleichumdieecke (2001) Buch
- Max und Marie gehen einkaufen (2001) für PC/MAC
- Das Verkehrs-Lernspiel – Fred und das Flaschenfahrrad (2001) für PC/MAC
- Die Biene Maja – Eine tolle Überraschung (2001) für PC
- Die Biene Maja – Das große Gewitter (2001) für PC
- Wickie und die starken Männer – Die Mutprobe (2001) für PC/MAC
- Heidi – Deine Welt sind die Berge (2004) für PC
- Die Biene Maja – Wer hilft Willi? (2005) für PC
- Die Biene Maja – Flieg, Maja, flieg! (2005) für PC
- Meine Stadt (2005) für PC
- Mein Bauernhof (2005) für PC
- Prinzessin Lillifee – Im Blumengarten (2006) für PC/MAC
- Prinzessin Lillifee – Feenzauber (2007) für Nintendo DS
- Tintenherz DS (2008) für Nintendo DS
- Lernerfolg Grundschule – Mathematik Klasse 1–4 (2008) für Nintendo DS
- Lernerfolg Grundschule – Englisch Klasse 1–4 (2008) für Nintendo DS
- Abenteuer Zeitmaschine – Anni + Fred bei den Rittern (2009) für PC
- Prinzessin Lillifee – Meine liebsten Freunde (2009) für Nintendo DS
- Lernerfolg Grundschule – Deutsch Klasse 1–4 (2009) für Nintendo DS
- Lernerfolg Grundschule – Mathematik (2009) App für iPhone/iPod touch
- Lernerfolg Vorschule – Capt'n Sharky (2009) für Nintendo DS
- Puzzle GEO – Wunder Natur (2010) für Nintendo DS
- Hidden Objects – Das goldene Amulett des Pharao (2010) für Nintendo DS
- Prinzessin Lillifee – Die große Feenparty (2010) für Wii
- Die Montagsmaler und andere Malspiele (2010) für Wii
- Lernerfolg Grundschule – Der Vokabeltrainer (2010) für Nintendo DS
- Lernerfolg Grundschule – Power Mathe (2010) für Wii
- Puzzle Premium HD (2011) App für iPad
- Lernerfolg Grundschule – Mathematik (2011) App für iPad
- Diddl im Käsekuchenland (2011) für Nintendo DS[4]
- PetWorld: My Animal Rescue (2013) für Kindle Fire, Android, und iOS
- DogWorld (2013) für Kindle Fire, Android, und iOS